# Douglas da Silva
Douglas da Silva (Florianópolis, 1984. március 7. –) brazil labdarúgó, 2014 óta a Vasco da Gama hátvédje, kölcsönben az osztrák Red Bull Salzburgtól.

## Sikerei, díjai
Hapóél Tel-Aviv
- Izraeli bajnokság
  - bajnok: 2009–10
- Izraeli kupa
  - győztes: 2010

 Red Bull Salzburg
- Osztrák bajnokság
  - bajnok: 2011–12
- Osztrák kupa
  - győztes: 2012